# Jason Vukovich
 (juin 2023).
 (juin 2023).
La mise en forme du texte ne suit pas les recommandations de Wikipédia : il faut le « wikifier ».
Les points d'amélioration suivants sont les cas les plus fréquents. Le détail des points à revoir est peut-être précisé sur la page de discussion.
- Les titres sont pré-formatés par le logiciel. Ils ne sont ni en capitales, ni en gras.
- Le texte ne doit pas être écrit en capitales (les noms de famille non plus), ni en gras, ni en italique, ni en « petit »…
- Le gras n'est utilisé que pour surligner le titre de l'article dans l'introduction, une seule fois.
- L'italique est rarement utilisé : mots en langue étrangère, titres d'œuvres, noms de bateaux, etc.
- Les citations ne sont pas en italique mais en corps de texte normal. Elles sont entourées par des guillemets français : « et ».
- Les listes à puces sont à éviter, des paragraphes rédigés étant largement préférés. Les tableaux sont à réserver à la présentation de données structurées (résultats, etc.).
- Les appels de note de bas de page (petits chiffres en exposant, introduits par l'outil «  Source ») sont à placer entre la fin de phrase et le point final[comme ça].
- Les liens internes (vers d'autres articles de Wikipédia) sont à choisir avec parcimonie. Créez des liens vers des articles approfondissant le sujet. Les termes génériques sans rapport avec le sujet sont à éviter, ainsi que les répétitions de liens vers un même terme.
- Les liens externes sont à placer uniquement dans une section « Liens externes », à la fin de l'article. Ces liens sont à choisir avec parcimonie suivant les règles définies. Si un lien sert de source à l'article, son insertion dans le texte est à faire par les notes de bas de page.
- La présentation des références doit suivre les conventions bibliographiques. Il est recommandé d'utiliser les modèles {{Ouvrage}}, {{Chapitre}}, {{Article}}, {{Lien web}} et/ou {{Bibliographie}}. Le mode d'édition visuel peut mettre en forme automatiquement les références.
- Insérer une infobox (cadre d'informations à droite) n'est pas obligatoire pour parachever la mise en page.

Pour une aide détaillée, merci de consulter Aide:Wikification.
Si vous pensez que ces points ont été résolus, vous pouvez retirer ce bandeau et améliorer la mise en forme d'un autre article.
Pour les articles homonymes, voir Vukovich.
Jason Christian Vukovich (né le 25 juin 1975) est un justicier de l'Alaska qui a agressé et volé trois pédophiles de la liste nationale des délinquants sexuels en juin 2016,. Il est connu sous le nom de "Alaskan Avenger" (le vengeur d'Alaska)  pour avoir ciblé les délinquants sexuels en devenant un chasseur de pédophiles.

## Naissance et premières années
Jason Vukovich est né à Anchorage, en Alaska, d'une mère célibataire qui épousa, plus tard, Larry Lee Fulton. Ce dernier l'a adopté à ses quatre ans, mais au lieu de se comporter en père adoptif, Fulton est devenu l'agresseur de Vukovich et de son frère Joel. Vukovich a été abusé sexuellement, battu avec des morceaux de bois et fouetté avec des ceintures par Fulton.
En 1989, Fulton a été accusé d'abus et d'agression au deuxième degré sur un mineur et reconnu coupable. Cependant, il n'a reçu qu'une peine de trois ans avec sursis du juge de la Cour supérieure Karl Johnstone. Après avoir purgé sa peine, Fulton a été autorisé à rentrer chez lui, sous le même toit que ses victimes où il a continué à abuser des frères Vukovich. Personne n'est venu voir comment cela se passait et à 16 ans, Vukovich et son frère se sont enfuis.
Jason Vukovich, encore mineur, s'est installé dans l'État de Washington où, sans pièce d'identité ni ressources financières, il s'est tourné vers le vol pour subsister. Il a conclu un accord avec les policiers locaux afin de n'être pas incarcéré en centre de rétention pour mineur. Il a ensuite quitté cet état et a continué de se déplacer en volant. Jason Vukovich avait des casiers judiciaires dans les États de Washington, de l'Oregon,de l'Idaho, du Montana et de la Californie.
Vers 2008, il est retourné en Alaska, où plusieurs accusations criminelles furent retenues contre lui, notamment pour vol, possession de substance illicite et l'agression de sa femme d'alors, ce qu'il a d'ailleurs nié.

## Liste des victimes
En 2016, les traumatismes infantiles non traités ont atteint un point culminant chez Jason Vukovich. Il a décidé d'appliquer sa propre justice en ne laissant aucune chance à des pédocriminels condamnés et libérés. Il a donc commencé à lire le registre des délinquants sexuels d'Alaska. Il recherchait des hommes qui étaient des délinquants sexuels pédophiles. Il a listé les noms et adresses qu'il a pu trouver dans l'index public puis a ensuite ciblé les maisons de Charles Albee, Andres Barbosa et Wesley Demarest.

### Charles Albee
Au petit matin du 25 juin 2016, Jason Vukovich a frappé à la porte de Charles Albee, condamné en 2003 pour abus au deuxième degré sur mineurs. Après que Charles Albee lui eût ouvert, il le poussa à l'intérieur et lui ordonna de s'asseoir sur son lit. Jason Vukovich a giflé Albee plusieurs fois en lui racontant comment il avait trouvé son adresse personnelle et en lui disant qu'il savait ce qu'il avait fait. Puis il a volé Albee et est parti.

### Andres Barbosa
Deux jours plus tard, Jason est entré dans la maison de Barbosa, qui a été reconnu coupable de kidnapping d'enfants et de possession de pornographie juvénile en 2014. Cette fois, il est apparu à 4 heures du matin avec deux complices féminines. Vukovich a menacé Barbosa avec un marteau. Il lui a dit de s'asseoir et, avant de l'avertir qu'il enfoncerait son crâne, il l'a d'abord frappé au visage. Dans un procès-verbal ultérieur, Jason Vukovich a déclaré qu'il était chez Barbosa pour "récupérer ce qu'il devait", . Alors que l'une des deux femmes filmait l'agression avec son téléphone portable, l'autre femme et Jason ont volé Barbosa. Ils ont volé plusieurs objets, dont le camion de l'homme, avec lequel ils ont pris la fuite.

### Wesley Demarest
Le 29 juin, Wesley Demarest, reconnu coupable de tentative d'abus sexuel sur mineur en 2006,, a été réveillé par Vukovich qui forçait l'entrée de chez lui à 1 heure du matin. Il a ordonné à Demarest de s'allonger sur son lit, mais l'homme a refusé. Vukovich lui a dit de se mettre à genoux, et Demarest a encore dit non. Jason a alors frappé Demarest avec un marteau au visage, ce qui lui a fracturé le crâne. Pendant l'agression, Vukovich a dit à Demarest : « Je suis un ange vengeur. Je vais rendre justice aux personnes que tu as blessées » . .
Avant de s'enfuir, Jason Vukovich a de nouveau volé plusieurs objets, dont un ordinateur portable. Demarest s'est réveillé dans son propre sang et a appelé la police.

## Arrestation et procès
Trouver Vukovich n'a pas pris longtemps aux autorités car il était simplement assis dans sa Honda Civic à quelques rues du lieu de sa dernière agression. À l'intérieur de la voiture, la police a retrouvé les biens volés, un marteau et un carnet contenant les noms et adresses de plusieurs personnes présentes sur la liste publique des agresseurs sexuels condamnés dont ceux de ses trois victimes , qu'il avait barrées.
Vukovich a été arrêté sur place. Plus tard, il a été inculpé de 18 chefs d' agression, de vol qualifié, de cambriolage et de vol. Au départ, Vukovich a plaidé non coupable mais à la place, il a choisi de conclure un accord avec l'accusation.
Vukovich a plaidé coupable de tentative d'agression au premier degré et d'un autre chef d'accusation de vol au premier degré. En échange, les procureurs ont rejeté plus d'une douzaine d'autres accusations,,, qui ont conduit à une peine de 28 ans de prison en 2018, dont cinq ans avec sursis et cinq autres en probation,.
Vukovich a clarifié ses motivations brutales et ses regrets dans une lettre de 2017 adressée au Anchorage Daily News :
"J'ai repensé à mes expériences d'enfant... J'ai pris les choses en main et j'ai agressé trois pédophiles", a-t-il écrit. "Si vous avez déjà perdu votre jeunesse, comme moi, à cause d'un agresseur d'enfants, s'il vous plaît, ne gâchez pas votre présent et votre avenir en commettant des actes de violence."
Vukovich a fait appel de sa peine parce que son SSPT devrait être considéré comme une circonstance atténuante. Cependant, il a perdu l'appel en octobre 2020. Bien qu'il soit considéré comme un héros par certains Alaskiens, le juge a statué que « la vengeance ne doit pas être acceptée dans notre société ».
Pendant ce temps, Ember Tilton, l'avocat de Jason Vukovich, a partagé les sentiments de milliers de personnes qui ont promis leur soutien sur plusieurs sites de pétition en ligne pour son client, plaidant pour sa libération. Pour eux, il est peu probable que la cyclicité de la violence et des traumatismes finisse par garder les victimes devenues des criminels en prison.
"Je ne pense pas qu'il ait besoin d'être puni", a déclaré Tilton. " Il a déjà été puni. Tout cela a commencé comme la punition d'un enfant qui ne méritait pas d'être traité de cette façon."
Vukovich a exhorté les autres victimes d'abus sexuels pendant leur enfance à rechercher la paix intérieure et à rejeter la justice vengeresse.

## Pétitions en ligne
Selon KTUU, de nombreuses personnes ont fait l'éloge de Vukovich après son arrestation et l'ont qualifié de héros. Beaucoup ont lancé des pétitions en ligne demandant la libération de Vukovich, avec un hashtag #FreeJasonVukovich parce que le système judiciaire ne fait rien pour punir les pédophiles et encore moins pour aider leurs victimes. Sur Twitter, les hashtags #FreeJasonVukovich #justiceforjason #justiceforjasonvukovich ont été utilisés pour montrer leur soutien.